# Porto dos Milagres
Porto dos Milagres est une telenovela brésilienne diffusé en 2001 sur Rede Globo.

## Acteurs et personnages
| Acteur/Actrice           | Personnage                             |
| ------------------------ | -------------------------------------- |
| Antônio Fagundes         | Félix Guerreiro / Bartholomeu Guerrero |
| Cássia Kis Magro         | Adma Guerrero                          |
| Marcos Palmeira          | Gumercindo Vieira (Guma)               |
| Flávia Alessandra        | Lívia Proença de Assunção              |
| Luíza Tomé               | Rosa Palmeirão                         |
| Arlete Salles            | Augusta Eugênia Proença de Assunção    |
| Leonardo Brício          | Alexandre Guerrero                     |
| Nathalia Timberg         | Ondina                                 |
| José de Abreu            | Eriberto                               |
| Carla Marins             | Judite dos Reis                        |
| Camila Pitanga           | Esmeralda                              |
| Joana Fomm               | Rita                                   |
| Tonico Pereira           | Chico                                  |
| Zezé Polessa             | Amapola Ferraço                        |
| Paloma Duarte            | Dulce                                  |
| Marcelo Serrado          | Rodolfo Augusto Proença de Assunção    |
| Kadu Moliterno           | Dr. Rodrigo                            |
| Louise Cardoso           | Maria Leontina                         |
| Zezé Motta               | Mãe Ricardina                          |
| Ana Lúcia Torre          | Salete                                 |
| Eduardo Galvão           | Otacílio Ferraço                       |
| Cláudia Alencar          | Epifânia                               |
| Tadeu Mello              | Venâncio                               |
| Cláudio Correia e Castro | Seu Babau                              |
| Flávio Galvão            | Deodato                                |
| Roberto Bomtempo         | Jacques                                |
| Taís Araújo              | Selminha Aluada                        |
| Sérgio Menezes           | Rufino                                 |
| Fulvio Stefanini         | Osvaldo                                |
| Mônica Carvalho          | Maria do Socorro (Socorrinho)          |
| Daniela Faria            | Haydée Caolha                          |
| Guilherme Piva           | Alfeu                                  |
| Júlia Lemmertz           | Genésia                                |
| Vladimir Brichta         | Ezequiel                               |
| Marcélia Cartaxo         | Quirina                                |
| Renata Castro Barbosa    | Bela                                   |
| Miguel Thiré             | Alfredo Henrique                       |
| Bárbara Borges           | Luíza                                  |
| Thiago Farias            | Paçoca                                 |
| Camilla Farias           | Ana Beatriz                            |
| Ary Fontoura             | Deputado Pitágoras Williams Mackienzie |
| Glória Menezes           | Dona Coló                              |
| Letícia Sabatella        | Arlete                                 |
| Hugo Carvana             | Delegado Gouvêia                       |
| Reginaldo Faria          | Coronel Jurandir de Freitas            |
| Cristiana Oliveira       | Eulália                                |
| Maurício Mattar          | Frederico                              |
| Carolina Kasting         | Laura                                  |
| Tuca Andrada             | Leôncio                                |
| Ilva Niño                | Valdenice                              |
| Luiza Curvo              | Cecília                                |
| Eunice Muñoz             | Cigana                                 |

## Diffusion internationale
- Rede Globo (2001)
- América TV
- Panamericana Televisión
- RTV BK Telecom

### Sources
- (pt) Cet article est partiellement ou en totalité issu de l’article de Wikipédia en portugais intitulé « Porto dos Milagres » (voir la liste des auteurs).